# Tema de Iberia
El tema de Iberia (en griego: θέμα 'Ιβηρίας) fue una división administrativa y militar del Imperio bizantino (tema) durante el siglo XI. Creado a partir de diferentes territorios conquistado en Georgia y Armenia por el emperador Basilio II (976-1025 r.) Y formaban parte de áreas de la dinastía Bagrationi (r. 1000-1021) y varios pequeños reinos armenios construidos en el siglo XI. La población del tema era multiétnica mayor parte de Armenia, incluyendo una considerable comunidad de seguidores del rito calcedonio a los cuales los bizantinos a veces llamaban iberos Un nombre grecorromano de georgianos. El tema dejó de existir en 1071 después de haber sido invadido por los turcos selyúcidas.

## Fundación y expansión
El tema de Iberia fue creado por el emperador Basilio II (r. 976-1025) con los territorios heredados del príncipe georgiano David III de Tao. Esta región - la frontera entre Armenia y Georgia, cerca del reino de los kartvelianos y varios distritos del norte de Armenia occidental, incluyendo Teodosiópolis (Erzurum), basando, Harque, Apaunique, Mardali (Mardaghi) Khaldoyarich y Chormaiari - había sido concedida a David por su importante apoyo a Basilio contra el comandante rebelde Bardas Esclero en 979. Sin embargo, su resistencia durante la revuelta de Bardas Focas el joven de 987 dejó a los bizantinos desconfiados de su fidelidad. Tras el fracaso de la revuelta, David se vio obligado a nombrar a Basilio como heredero de sus enormes propiedades.
El emperador recogió su herencia a la muerte de David, en 1000, obligando a su sucesor, el rey de Georgia Bagrat III, a reconocer el acuerdo. El hijo de Bagrat, Jorge I, sin embargo, heredó un largo pleito por las posesiones de David. Así, mientras que Basilio se distrajo con sus campañas contra los búlgaros, Jorge logró apoyos para invadir Tao / Taique en 1014. Derrotado en las Guerras bizantino-georgianas que siguieron, Jorge tuvo que ceder aún más territorios - Cola, Ardahan y Javakheti - a los bizantinos en 1022. Estos nuevas conquistas fueron organizadas por Basilio en el tema de Ibéria, con capital en Teodosiópolis. Como consecuencia, el centro político del estado de Georgia se desplazó hacia el norte, así como gran parte de la nobleza local, mientras que el Imperio fue capaz de establecer una presencia estratégica en la región.
Basilio afirmó entonces el principal reino armenio en manos de Bagratuni, el Reino de Ani, que luego se dividió entre los hijos de Gagik I, Hovhannes-Smbat III y Ashot. En 1022, Hovhannes-Smbat como castigo por apoyar a Georgia, cedió su prerrogativa al Imperio bizantino. A mediados de 1040, el emperador Constantino IX (1042-1055) había derrotado a los restos de la resistencia Bagratuni en Ani y obligado al Catholicós de Armenia Pedro I a entregar la región entera en 1045. El reino se fusionó con el tema de Iberia y la capital fue trasladada de Teodosiópolis a Ani. A partir de entonces, se administró conjuntamente con la Gran Armenia y el conjunto fue llamado tema de Iberia y Armenia.
En 1064, el último reino armenio independiente, el reino de Kars, fue absorbido por Bizancio cuando Gagik II se vio obligado a renunciar a favor de Constantino X (r. 1059-1067) para evitar la captura de su estado por los selyúcidas. La familia real se trasladó a Capadocia, probablemente acompañada de su corte y nobles, que también fueron convencidos por los bizantinos para ceder sus territorios a cambio de otros situados más al oeste y desde la frontera. Este cambio se produjo poco después de la captura de Ani por los selyúcidas y el regreso de la capital a Teodosiópolis.

## Ducado de Iberia
La cronología exacta del thema de Iberia y de sus gobernadores no esta completamente dilucidada. Desgraciadamente, los pocos sellos griegos del tema o de la ambigua región de "Iberia interior" rara vez se pueden fechar con cierta precisión. Aunque muchos académicos sostienen que el thema fue probablemente creado inmediatamente después de la anexión del principado de David de Tao, es difícil determinar si el dominio bizantino se extendió hasta Tao y Taique de forma permanente en 1000 o si eso sucedió sólo después de la derrota de Georgia en 1022. También es imposible identificar a ninguno de los comandantes militares en la región antes de 1025-1026, cuando se cita al eunuco Nicetas de Pisidia como duque o catapán de Iberia. Algunos investigadores creen, sin embargo, que el primer duque de Iberia fue o Romano Dalaseno o su hermano, Teofilacto, designado entre 1022 y 1027, tras las victorias campañas georgianas de Basilio. A partir de 1045 Iberia también incluyó el antiguo Reino de Ani. Desde 1071, Gregorio Pacoriano fue gobernador de la tema de Iberia como Duque de Teodosiópolis.
El gobernador de Iberia era ayudado por funcionarios tributarios, jueces y por coadministradores que también ejercían funciones militares. 
Entre estos funcionarios estaban los domesticos de Oriente, administradores de los distritos de los que se componía el tema, y los legados extraordinarios enviados ocasionales por el emperador. Además de las guarniciones bizantinas regulares, un ejército local de soldados campesinos protegía la región y recibía, a cambio, tierras libres de impuestos. Esto cambió, sin embargo, cuando Constantino IX (r. 1042-1055), desmanteló el ejército del tema de Iberia, probablemente con 5000 hombres, convirtiendo sus obligaciones militares al pago de impuestos. El emperador también envió a Nikolaos Serblias para realizar un inventario y cobrar impuestos que nunca se habían exigido anteriormente.

## Fin del thema
Las reformas de Constantino provocaron un enorme descontento en la región y la dejaron expuesta a los ataques, lo que fue agravado por el desplazamiento de las guarniciones locales a otros lugares. Primero fueron utilizados para aplastar el levantamiento León Tornício - un antiguo catapán de Iberia (1047) - en Macedonia, y luego avanzar a contener a los pechenegos.
En 1048-1049, los turcos selyúcidas dirigidos por Ibrahim Yinal hicieron su primera incursión en la región y combatir libraron un ejército bizantino de Armenia y Georgia combinada de 50 000 personas en la Batalla de Kapetron el 10 de septiembre de 1048. Durante esta expedición, decenas de miles de cristianos fueron masacrados y varias regiones se redujeron a cenizas. En 1051-1052, Eustacio Boilas, un magnate bizantino que se trasladó desde Capadocia al tema de Iberia, informó de que la tierra era "apestosa e intratable ... habitada por serpientes, escorpiones y bestias salvajes".
El tema de Ibéria no sobrevivió mucho tiempo después de la catástrofe de la derrota bizantina frente al sultán selyúcida Alp Arslan en la batalla de Manziquerta al norte del lago Van, el 26 de agosto de 1071. Es posible que haya resistido hasta 1074, cuando Gregorio Pacoriano gobernador bizantino, cedido formalmente parte del sujeto, incluyendo Tao/Taique y Coches para al rey Jorge II de Georgia, lo cual no ayuda, sin embargo, para frenar el avance turco y el área se convirtió en un campo de batalla para las guerras georgiano- Seljuqs.